# Plan B (álbum)
Plan B es el octavo álbum del grupo estadounidense de rock Huey Lewis and the News, que salió al mercado en 2001.
Este es el último álbum en el que participó el guitarrista Chris Hayes, quien después de terminar la grabación dejó el grupo y fue reemplazado por Stef Burns.

## Listado de canciones
1. "We're Not Here for a Long Time (We're Here for a Good Time)" (Colla, Hayes, Lewis) - 3:53
2. "My Other Woman" (Colla, Lewis) - 4:06
3. "I Ain't Perfect" (Gibson, Lewis) - 4:33
4. "When I Write the Book" (Bremner, Edmunds, Lowe) - 3:44
5. "I'm Not in Love Yet" (Hayes, Lewis) - 4:28
6. "Thank You, No. 19" (Hopper, Lewis) - 4:52
7. "Plan B" (Colla, Lewis) - 3:27
8. "The Rhythm Ranch" (Colla, Lewis) - 4:49
9. "Let Her Go and Start Over" (Duke) - 4:47
10. "I Never Think About You" (Hayes, Lewis, Pierce) - 5:16
11. "So Little Kindness" (Hayes, Lewis, Sudduth) - 4:21

## Personal
Huey Lewis and the News
- Huey Lewis - armónica, voz
- Johnny Colla - guitarra, piano, saxofón
- Bill Gibson - batería
- Chris Hayes - guitarra
- Sean Hopper - teclados, vocals
- John Pierce - bajo
- Marvin McFadden - trompeta,
- Ron Stallings - saxofón tenor
- Rob Sudduth - saxofón barítono, saxofón tenor

Personal adicional
- Wynonna Judd
- Jack Jacobsen - órgano, piano
- Ric Wilson - guitarra
- Jim Pugh - órgano
- Dallis Craft - coros
- Marvin McFadden y Ron Stallings - gritos

## Producción
- Productores: Huey Lewis, Johnny Colla
- Ingenieros: David Boucher, Johnny Colla, Huey Lewis, Merrit Pelkey, Jim "Watts" Vereecke
- Mezcla: Bob Clearmountain
- Masterizació: Robert Hadley, Doug Sax
- Edición digital: Chris Haggerty
- Fotografía: Aaron Rapoport

## Listas
Álbum - Billboard (Estados Unidos)
| Año  | Listado             | Posición |
| ---- | ------------------- | -------- |
| 2001 | The Billboard 200   | 165      |
| 2001 | Top Internet Albums | 19       |

Sencillos - Billboard (Estados Unidos)
| Año  | Sencillo                    | Listado              | Posición |
| ---- | --------------------------- | -------------------- | -------- |
| 2001 | "Let Her Go and Start Over" | Adulto Contemporáneo | 23       |

- Datos: Q7200881